# Dakoussa
Dakoussa ist eine Landgemeinde im Departement Takeita in Niger.

## Geographie
Dakoussa liegt in der Sahelzone. Die Nachbargemeinden sind Olléléwa im Nordwesten, Wamé im Nordosten, Albarkaram im Osten, Gaffati im Südosten, Zinder im Südwesten und Tirmini im Westen. Bei den Siedlungen im Gemeindegebiet handelt es sich um 56 Dörfer und 214 Weiler. Der Hauptort der Landgemeinde ist das Dorf Dakoussa.

## Geschichte

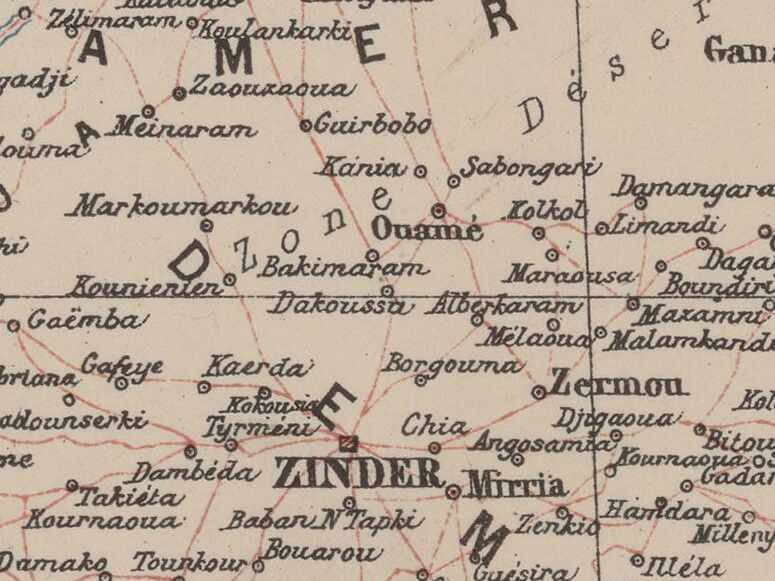
Ausschnitt einer Karte von 1903 mit Dakoussa im Zentrum

James Richardson berichtete von seiner Afrikareise in den Jahren 1850 und 1851 über „Dakusa“ als eine der großen Städte im Sultanat Zinder. Die französische Kolonialverwaltung richtete Anfang des 20. Jahrhunderts einen Kanton in Dakoussa ein, dessen Kantonschef der Sultan von Zinder bestimmte. Durch das Dorf Bakimaram führte in der Kolonialzeit die 429 Kilometer lange Piste von Zinder nach Agadez. Im Jahr 2002 ging im Zuge einer landesweiten Verwaltungsreform aus dem Kanton Dakoussa die Landgemeinde Dakoussa hervor. Seit 2011 gehört die Landgemeinde nicht mehr zum Departement Mirriah, sondern zum neugegründeten Departement Takeita.

## Bevölkerung
Bei der Volkszählung 2012 hatte die Landgemeinde 61.779 Einwohner, die in 9648 Haushalten lebten. Bei der Volkszählung 2001 betrug die Einwohnerzahl 38.746 in 6235 Haushalten.
Im Hauptort lebten bei der Volkszählung 2012 639 Einwohner in 98 Haushalten, bei der Volkszählung 2001 432 in 69 Haushalten und bei der Volkszählung 1988 251 in 41 Haushalten.
In ethnischer Hinsicht ist die Gemeinde ein Siedlungsgebiet von Damagarawa, Fulbe und Kanuri.

## Politik
Der Gemeinderat (conseil municipal) hat 17 gewählte Mitglieder. Mit den Kommunalwahlen 2020 sind die Sitze im Gemeinderat wie folgt verteilt: 6 PNDS-Tarayya, 4 MNSD-Nassara, 3 AMEN-AMIN, 2 RDR-Tchanji, 1 ARD-Adaltchi Mutunchi und 1 CPR-Inganci.
Jeweils ein traditioneller Ortsvorsteher (chef traditionnel) steht an der Spitze von 49 Dörfern in der Gemeinde.

## Wirtschaft und Infrastruktur
Dakoussa liegt in einer Zone, in der Agropastoralismus betrieben wird. Die Bargouma-Talsperre beim Dorf Bargouma dient landwirtschaftlichen Zwecken. Gesundheitszentren des Typs Centre de Santé Intégré (CSI) sind in den Siedlungen Bilmari und Toumnia vorhanden. Beide Gesundheitszentren verfügen jeweils über ein eigenes Labor und eine Entbindungsstation. Der CEG Toumnia ist eine allgemein bildende Schule der Sekundarstufe des Typs Collège d’Enseignement Général (CEG). Beim Centre de Formation aux Métiers de Dakoussa (CFM Dakoussa) handelt es sich um ein Berufsausbildungszentrum. Die 187,5 Kilometer lange Nationalstraße 34 zwischen der Nationalstraße 11 und Gouré führt durch die Dörfer Bilmari, Bargouma und Bourbourwa. Es handelt sich um eine einfache Erdstraße.

## Persönlichkeiten
- Ibrahim Natatou (* 1962), Chemiker und Politiker, geboren im Dorf Bourbourwa